# Bataille de Mons-en-Pévèle
Guerre de Flandre (1297-1305)
Batailles
- Furnes (1297)
- Lille (1297)
- Bruges (1302)
- Courtrai (1302)
- Lille (1302)
- Arques (1303)
- Zierikzee (1304)
- Mons-en-Pévèle (1304)
- Lille (1304)

La bataille de Mons-en-Pévèle opposa les troupes de Philippe le Bel aux troupes flamandes le 18 août 1304. Elle fut remportée par Philippe le Bel.
Cette bataille est immortalisée par un des tableaux de la Galerie des Batailles du château de Versailles, où figure une œuvre peinte par Charles-Philippe Larivière, sur la demande de Louis-Philippe Ier, intitulée Bataille de Mons-en-Pévèle.

## Le contexte: la révolte de la Flandre contre le roi de France
À la fin du XIIIe siècle, Philippe IV le Bel doit faire face à un redoutable défi : au sud-ouest, Édouard Ier, roi d'Angleterre et duc d'Aquitaine, caresse le rêve de rompre ses liens de vassalité avec le roi de France, tandis que, tout au nord, le comte de Flandre, Gui de Dampierre, aimerait bien lui aussi ériger ses domaines en territoires indépendants. Les deux puissants seigneurs s'entendent pour former une alliance dirigée contre Philippe le Bel. Celui-ci s'en inquiète et, pour desserrer l'étau qui se met en place, entre en Flandre en juin 1297.
Le comté de Flandre est occupé, puis une trêve intervient qui court jusqu'au début de l'année 1300. Le roi installe des garnisons dans les villes et ordonne la construction d'une forteresse au sein même de Lille, clé de la Flandre. Parallèlement, ses diplomates réussissent, en 1299, à rompre l'alliance entre Édouard d'Angleterre et Gui de Dampierre. Dès janvier 1300, la guerre reprend. De nouveau, la Flandre est occupée. Le comte de Flandre, deux de ses fils et cinquante chevaliers se rendent et sont emprisonnés dans des forteresses royales.
Philippe le Bel et la reine Jeanne Ire de Navarre visitent la Flandre en mai 1301 où ils peuvent constater la richesse des cités, mais aussi se rendre compte des divisions qui opposent les classes sociales : les riches bourgeois tiennent pour le roi tandis que le peuple marque sa fidélité au comte. Deux tribuns attisent ces divisions, Pierre de Coninck et Jean Breydel. Des émeutes éclatent et, dans la nuit du 17 au 18 mai 1302, les hommes d'armes du gouverneur royal, Jacques de Châtillon, sont massacrés : ce sont les Mâtines de Bruges. Horrifié, Philippe le Bel confie une armée au comte Robert d'Artois pour entreprendre des représailles. Une bataille, dite des « Éperons d'Or », a lieu sous les murs de Courtrai le 11 juillet : les Français sont lourdement défaits, le prince Robert d'Artois et bon nombre de nobles sont tués.
Durant l'année 1303, le sud de la Flandre et la frontière de l'Artois connaissent de nombreuses chevauchées et des coups de main meurtriers. Le roi constitue un trésor de guerre afin de disposer de vaisseaux et de troupes qui seraient en mesure d'assouvir sa vengeance. Les 10 et 11 août 1304, dans les eaux du sud de la Hollande, la flotte royale, commandée par l'amiral Rainier Grimaldi, vainc celle des Flamands (Bataille de Zierikzee). Philippe le Bel apprend la nouvelle alors qu'il se trouve déjà en Flandre. Il a quitté Arras le 29 juillet afin de rejoindre Tournai par le Hainaut, pour se rabattre ensuite en direction de Lille, son principal objectif.

## Les péripéties de la bataille
Non loin d'Orchies, les deux armées se rencontrent, aux alentours du village de Mons-en-Pévèle, dominé par une colline. Les historiens estiment qu'environ 15 000 hommes se trouvent là, dont un peu plus de Flamands que de Français.
Des négociations ont lieu les 14, 15 et 16 août, mais elles échouent ; le 17, chacun se prépare ; toutefois, la bataille ne sera livrée que le lendemain. Elle durera toute la journée, par une chaleur caniculaire.
Les jets de carreaux et les pierres lancées par les frondes font de nombreuses victimes ; la cavalerie française réussit à contourner le front ennemi et à occuper le sommet du mont, s'emparant des provisions de bouche. Les combattants flamands se trouvent ainsi privés de nourriture et de boisson durant toute la journée : ils sont évidemment assoiffés. Par ailleurs, ils ne disposent d'aucune cavalerie car les partisans du comte se méfient des nobles — susceptibles de rallier le roi — et ont interdit tout combat à cheval.

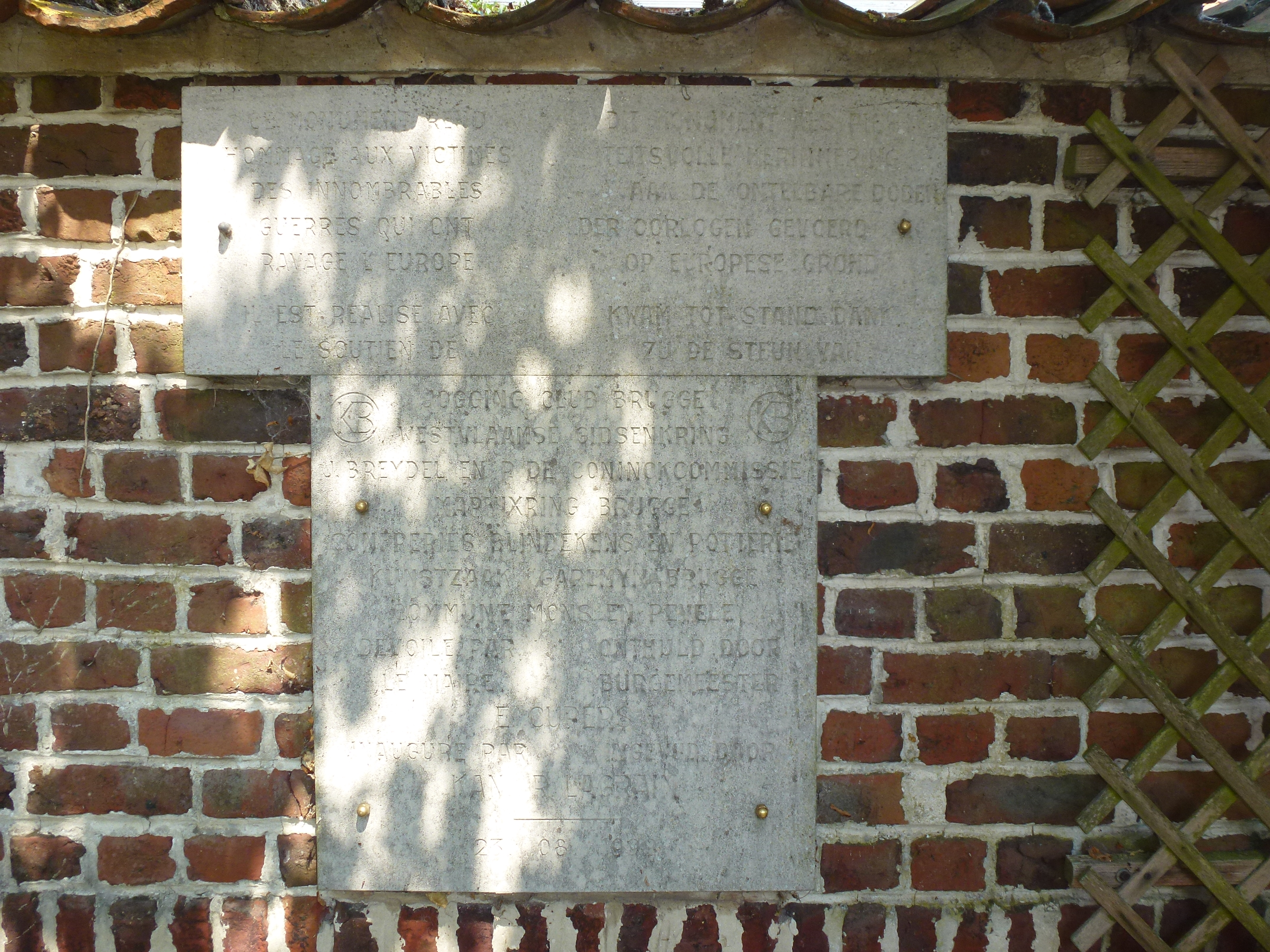
Mons-en-Pévèle, mémorial de la bataille.

L'armée de Philippe IV le Bel fait de nombreuses victimes chez les Flamands grâce à des machines de jet ; néanmoins ceux-ci réussissent à en détruire quatre sur cinq. La fatigue est générale, une pause s'instaure, chacun étant persuadé que les combats ne reprendront que le lendemain. Deux contingents flamands, épuisés, décident de quitter le champ de bataille et, sous la conduite de Jean de Namur, vont se réfugier à Lille. À ce moment, les Flamands se concertent et deux actions sont entreprises. La première, menée par le petit-fils du comte, Guillaume de Juliers, réussit à bousculer l'armée royale, mais la cavalerie parvient à encercler les assaillants et Juliers est tué. Le second assaut, celui des Brugeois, manque de tourner au drame pour le roi : ils parviennent près de lui alors qu'il n'est entouré que d'une cinquantaine de ses hommes, et il doit se battre comme un forcené pour écarter le mortel danger qui le menace : c'est le thème du tableau du château de Versailles. Ici également, la cavalerie sauve la situation, en repoussant les Flamands.
Ceux-ci se regroupent sur le mont puis repartent vers Lille, abandonnant le champ de bataille et laissant ainsi la victoire au roi. La lourde défaite de la Bataille de Courtrai (1302) (nommée « Bataille des Éperons d'Or » en Belgique) était ainsi compensée.

## Les suites de la victoire française
Le 20 août, Philippe IV le Bel prend la route de la grande cité, en passant par Seclin, qui subit des déprédations pour prix de sa fidélité au comte. Le siège de Lille dure un mois, puis la ville capitule le 25 septembre. La ville de Douai se rend le 26 septembre. Lille, ses environs et la Flandre wallonne reviennent sous contrôle royal.
Des négociations aboutissent, en juin 1305, au traité d'Athis-sur-Orge. La Flandre sauvegarde son autonomie et conserve une partie de son territoire mais perd la Flandre wallonne et se trouve condamnée à de fortes amendes. Le traité est révisé en 1310, en 1312 puis en 1320. Robert de Béthune, qui a succédé à son père, Gui de Dampierre - mort en captivité en 1305 -, renonce aux châtellenies stratégiques de Lille, Douai et Orchies. Elles passent sous domination bourguignonne en 1369, mais restent sous la suzeraineté française jusqu'au règne de François Ier.
Philippe IV le Bel attribua cette victoire à la protection de la Vierge et dans la nef de Notre-Dame de Paris, accolée au premier pilier oriental côté sud, il fit dresser une statue équestre en bois en ex-voto face à l'autel de Marie,,,.

## Commémoration

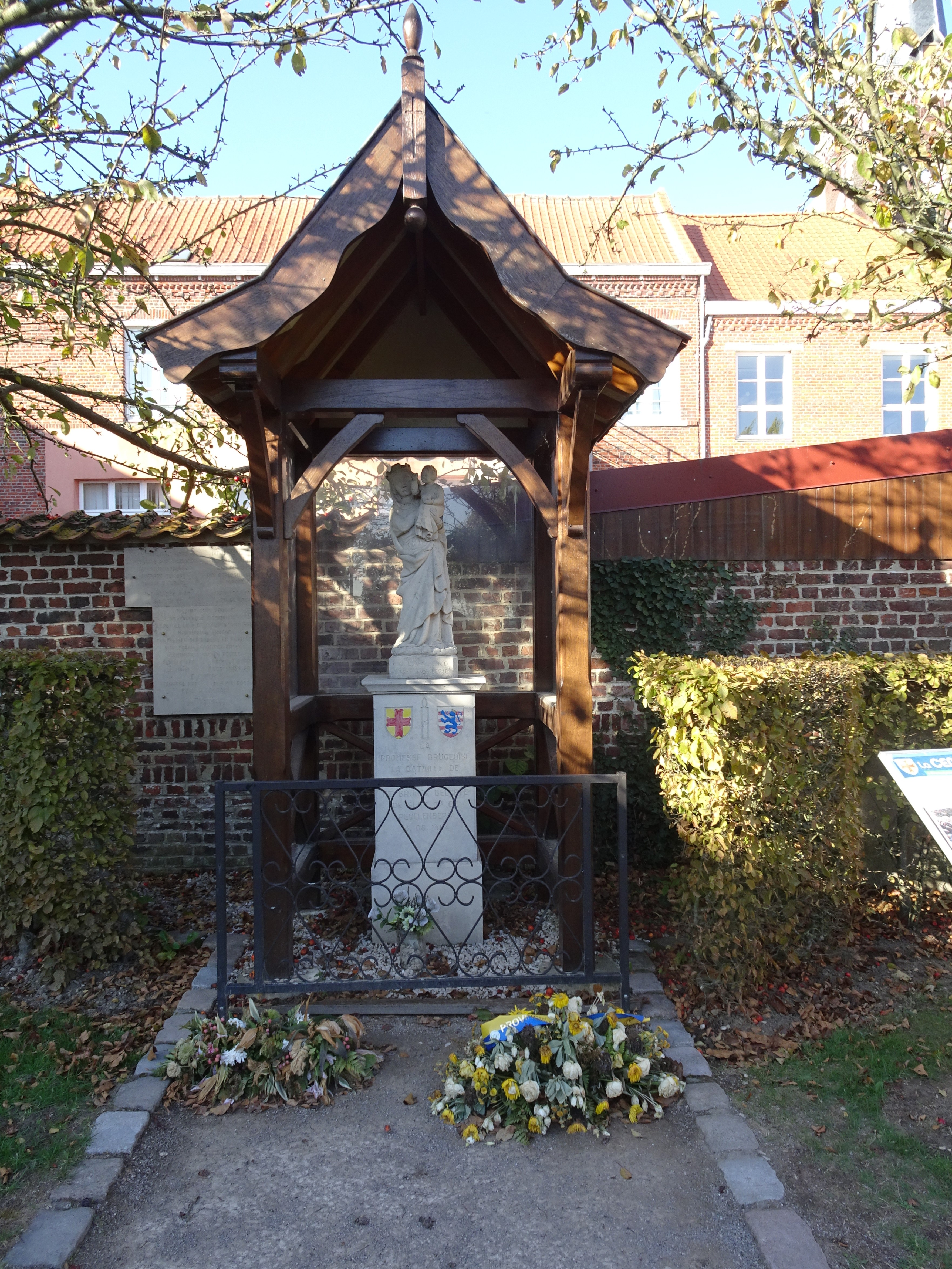
Mémorial de la promesse Brugeoise de la bataille de Mons-en-Pévèle

Chaque année une procession mariale, la Brugse belofte (Bruges-la-Promise), se déroule à Bruges pour commémorer la bataille de Mons-en-Pévèle. En 1304, les dames de Bruges promirent de faire brûler chaque année un cierge à Notre-Dame-de-la-Poterie si leur fils ou mari revenait sain et sauf du champ de bataille. La procession a lieu le 15 août de chaque année depuis lors, à l'exception de la période entre 1796 et 1839. Elle se déroule de la chapelle Notre-Dame-des-Aveugles à Notre-Dame-de-la-Poterie. Douze jeunes filles apportent en procession des cierges à l’église.

## Maréchaux présents à la bataille
- Foulques du Merle
- Miles X de Noyers